# NGC 986
NGC 986 (другие обозначения — ESO 299-7, MCG -7-6-15, AM 0231-391, IRAS02315-3915, PGC 9747) — галактика в созвездии Печь. Открыта в 1826 году шотландским астрономом Джеймсом Данлопом.
Этот объект входит в число перечисленных в оригинальной редакции «Нового общего каталога».
На небосводе галактика близка к знаменитому густонаселенному скоплению галактик в Печи. От Солнца Галактика удалена на расстояние около 56 миллионов световых лет и видна почти плашмя. Благодаря этой ориентации в ней хорошо различимы две главные спиральные ветви и центральная структура с перемычкой (баром), состоящей из звезд и пыли. Таким образом, NGC 986 является типичной спиральной галактикой с перемычкой.
В галактике вспыхнула сверхновая SN 2012hc типа II, её пиковая видимая звездная величина составила 14,1.